# Irina Ratušinskaja
Irina Borisovna Ratušinskaja (in russo Ири́на Бори́совна Ратуши́нская?; Odessa, 4 marzo 1954 – Odessa, 5 luglio 2017) è stata una scrittrice e poetessa russa.

## Biografia
Nata il 4 marzo 1954 a Odessa. Suo padre fu un ingegnere e sua madre un'insegnante di lingua russa. Si laureò in fisica all'Università di Odessa. Nel 1979 si trasferì da suo marito a Kiev. La sua prima pubblicazione apparve nella rivista Grani (1982).
Il 17 marzo 1982 Ratušinskaja fu arrestata ed il 3 marzo 1983, secondo l'articolo 62 del codice penale dell'URSS, fu condannata per “agitazione e propaganda anti-sovietica” a 7 anni di reclusione e a 5 anni di esilio interno. Irina Borisovna Ratušinskaja scontò la pena insieme a Tat'jana Michailovna Velikanova.
Gli anni trascorsi nella colonia femminile per “criminali di stato particolarmente pericolosi” in Mordovia, sono descritti nel libro autobiografico “Grigio è il colore della speranza”. Fu un membro dell'associazione di scrittori “PEN International”. Il 4 ottobre 1986, in conformità con un decreto del Praesidium del Soviet Supremo dell'URSS, Ratušinskaja ottenne uno sconto di pena grazie all'intercessione di Reagan, Margaret Thatcher, François Mitterrand e di organizzazioni pubbliche dell'occidente.
Secondo i dati di un estratto del protocollo n. 65 della riunione del Politburo del Comitato del PCUS dell'11 maggio 1987, in una conferenza stampa tenutasi a Londra nel 1986, Ratušinskaja e Geraščenko annunciarono che non sarebbero tornati in Unione Sovietica “finché le autorità sovietiche non avessero smesso di violare i diritti umani”. I paesi occidentali furono invitati a creare un "tribunale internazionale per fare pressione nel campo dei diritti umani all'Unione Sovietica e ad altri paesi dell'unione socialista".
Il 14 maggio 1987, Ratušinskaja e suo marito furono privati della cittadinanza sovietica (restituita il 15 agosto 1990).
Inoltre insegnò all'Università di Chicago.
Secondo la sua affermazione, Ratušinskaja fu “sostanzialmente contraria a lavorare contro la Russia” e contro altri paesi attraverso il Gruppo Helsinki di Mosca. Ciò fu la causa del suo conflitto con le élite americane e con l'editore e presidente della Random House, Robert L. Bernstein.
Nel 1996 le fu concessa la cittadinanza russa e dal 1998 visse a Mosca. Scrisse le sceneggiature per diverse serie TV, tra cui "Priključenja Muchtara", "Taksistka", "Aeroport", "Prisjažnyi poverennyi", "Moja prekrasnaja njanja".
Ratušinskaja si sposò con Igor' Olegovič Geraščenko, con cui ebbe due figli. Tutti e quattro possiedono la cittadinanza russa e britannica.
Morta il 5 luglio 2017 a casa, tra le braccia di suo marito. Secondo la testimonianza della scrittrice Elena Chudinova, per due anni Ratušinskaja "ha combattuto coraggiosamente contro una malattia grave". Gli amici della famiglia chiariscono che è morta di cancro. Il funerale della scrittrice si è svolto nella Chiesa della Santissima Trinità in Šabolovka.

## Opere
- Stichi, Ann Arbor, 1984
- Vne limita, Frankfurt/M., Posev, 1985
- Ja dozhivu, New York, 1986
- Skazka o trëch gоlоvаch, Tenafly, N.J., 1986
- Stichi, London, 1986
- "Serij — cvet nadeždy", London, OPI,1989; Kharkov, 1994 // Grigio è il colore della speranza, Rizzoli (1989).
- Stichi, Odessa — VPTO Kinotsentr, 1993. — 262 s.
- "Odessity" roman, M., Vagаrius, 1996; АСТ, 2001
- "Nasledniki minnogo polja" roman. М., АСТ, 2001
- "Ten portreta" roman. М., Gudyal-press, 2000
- "Stichotvorenja" sbornik stichov, BastianBooks, Moskva, 2012